# Drimys fistulosa
Drimys fistulosa är en tvåhjärtbladig växtart som beskrevs av Friedrich Ludwig Diels. Drimys fistulosa ingår i släktet Drimys och familjen Winteraceae. Inga underarter finns listade.